# Xác pháo
Salvia splendens là một loài thực vật có hoa trong họ Hoa môi. Loài này được Sellow ex Roem. & Schult. miêu tả khoa học đầu tiên năm 1822.

## Hình ảnh

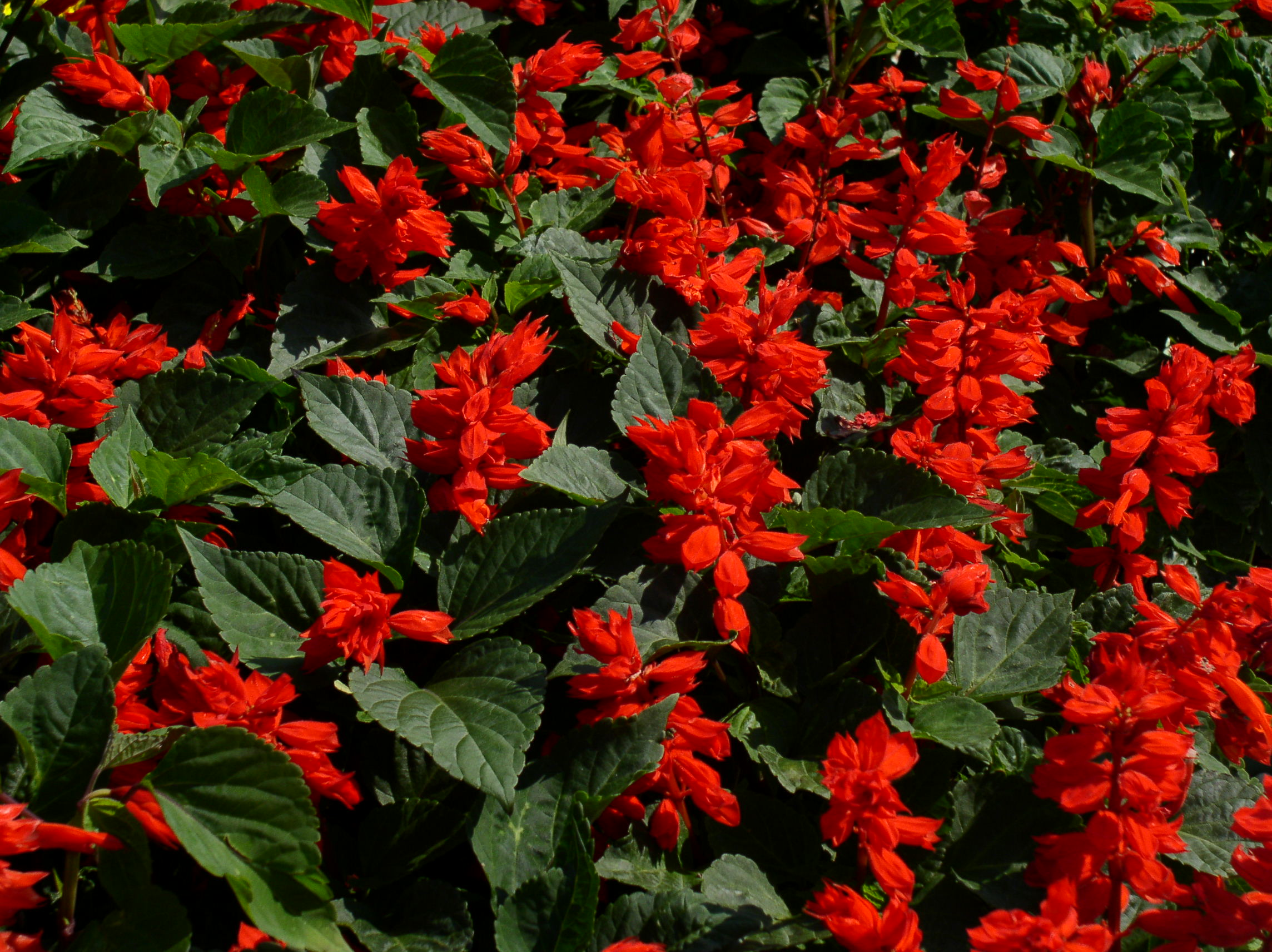
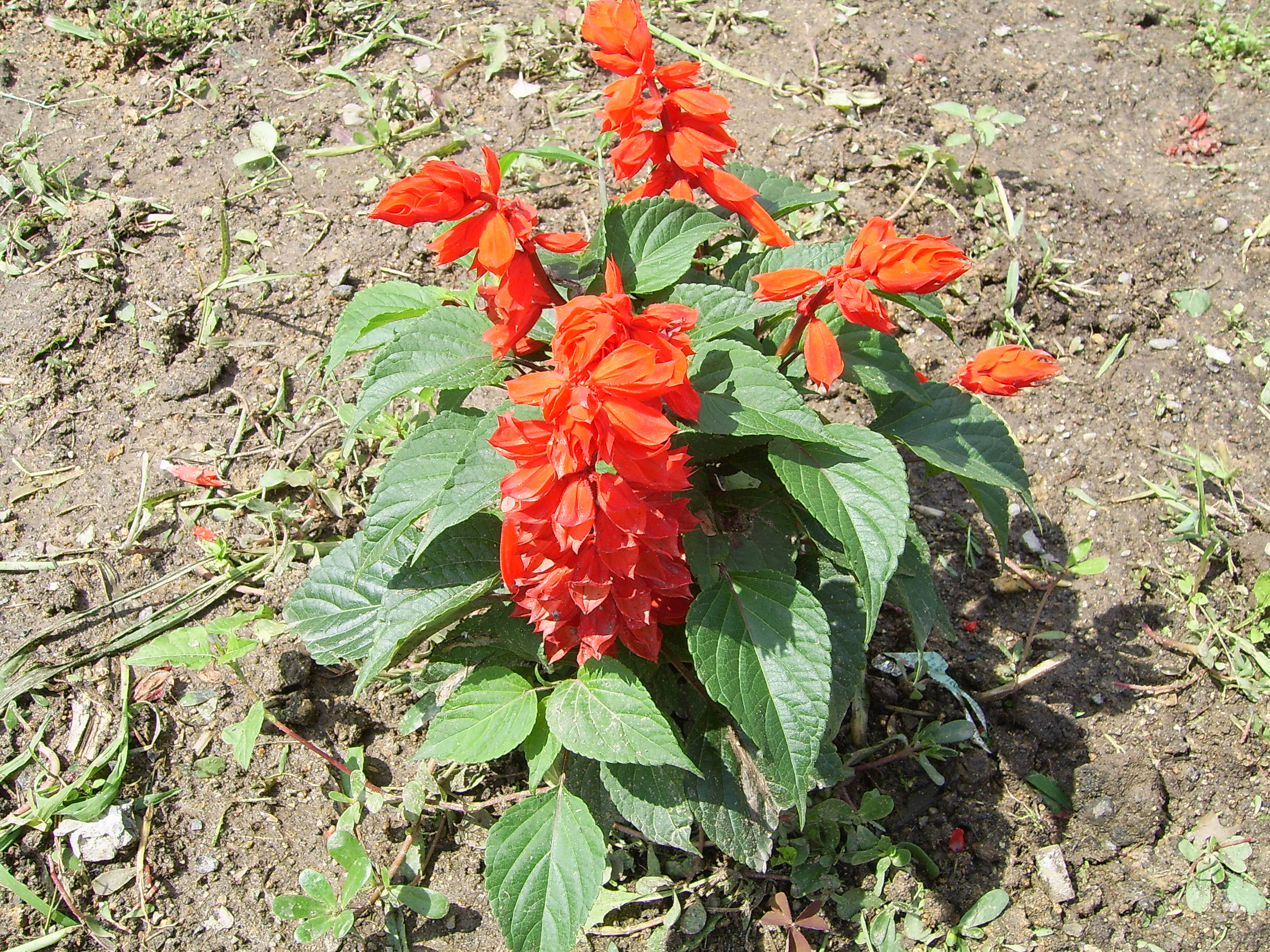
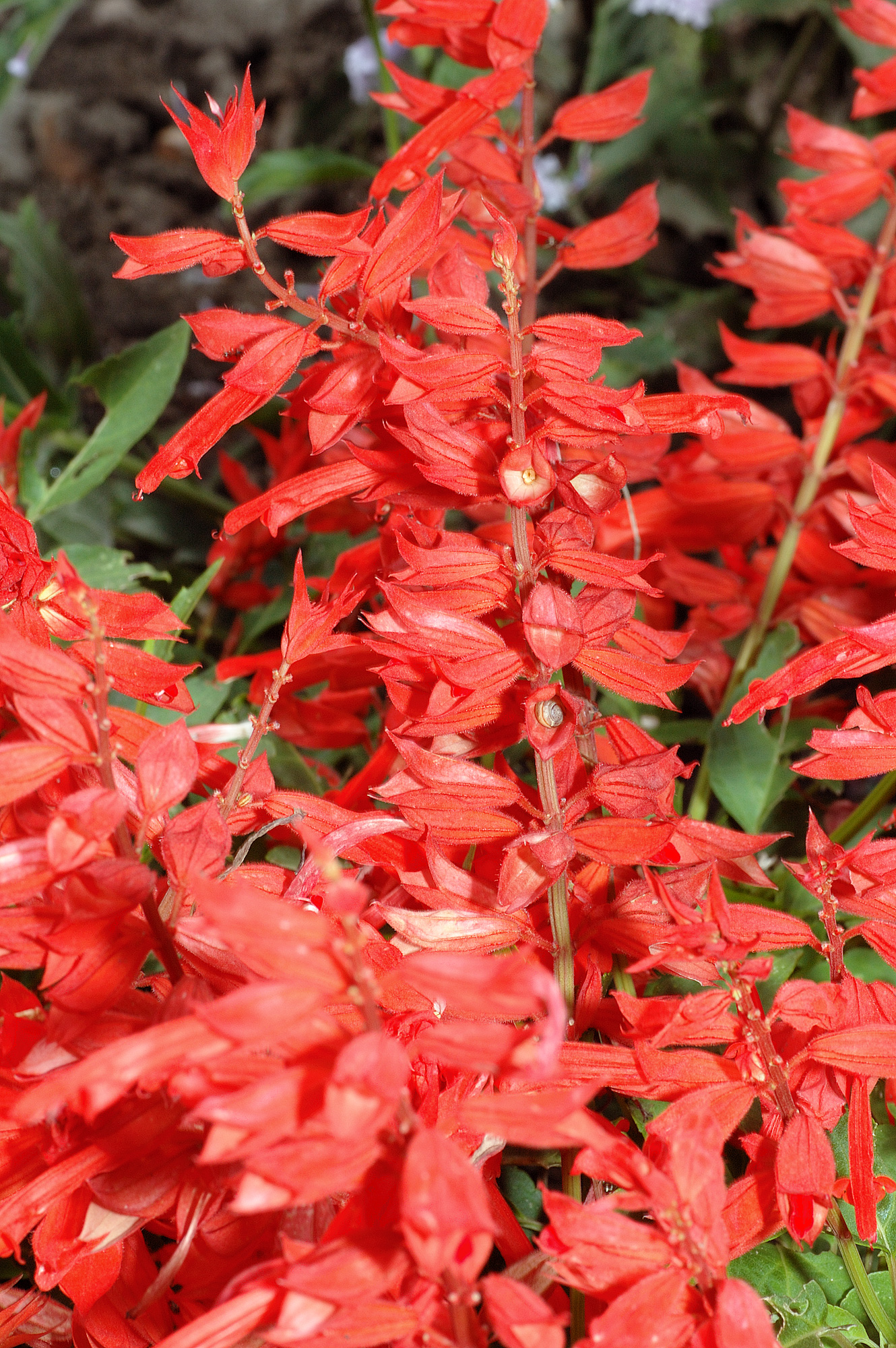
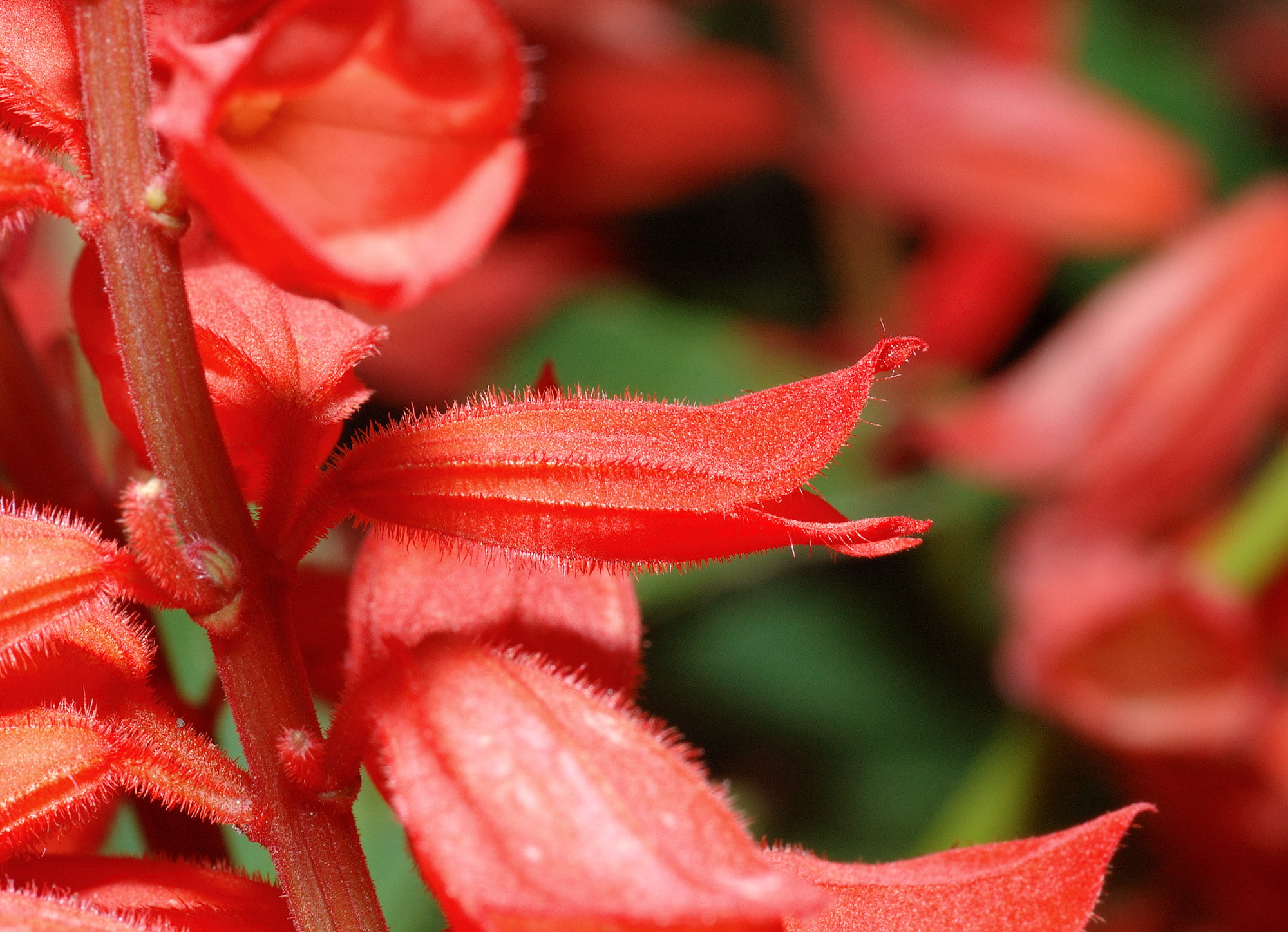